# Union nationaler Schriftsteller
Die Union nationaler Schriftsteller wurde 1934 gegründet. Zuvor war das deutsche PEN-Zentrum durch die Nationalsozialisten aufgelöst worden. Dadurch mussten auch alle in Deutschland lebenden Schriftsteller aus dem internationalen PEN-Club austreten. Die Union nationaler Schriftsteller war als eine Art Gegen-P.E.N gedacht. 
Besonders Hanns Johst und Gottfried Benn engagierten sich für diese Schriftsteller-Vereinigung, deren Präsident bzw. Vizepräsident sie wurden. Ein weiterer Vizepräsident war Rainer Schlösser. Nach den Plänen von Joseph Goebbels sollte die Union nationaler Schriftsteller und die ebenfalls in Deutschland gegründete Europäische Schriftstellervereinigung dem PEN-Club Konkurrenz machen und später sogar seine Funktion übernehmen.